# 小花穆坪紫堇
小花穆坪紫堇（学名：Corydalis flexuosa sp. microflora）为罂粟科紫堇属下的一个亚种。

## 扩展阅读
- 維基物種上的相關：小花穆坪紫堇